# Cantonul Montpellier-6
Cantonul Montpellier-6 este un canton din arondismentul Montpellier, departamentul Hérault, regiunea Languedoc-Roussillon, Franța.

## Comune
- Montpellier (parțial)

De volgende wijken van Montpellier maken deel uit van dit kanton:
- Croix-d'Argent
- Lemasson
- Tastavin
- Saint-Cléophas
- Mas Drevon
- Garosud
- Mas de Bagnères
- La Marquerose
- Les Sabines
- Les Grisettes